# Поспелова, Генриэтта Антониновна
Генриэтта (Генриетта) Антониновна Поспелова (22.08.1932 — 14.06.2015) — советский российский геофизик. Кандидат физико-математических наук. Лауреат Государственной премии Российской Федерации (2000).
Область научных интересов — магнитостратиграфия, тонкая структура геомагнитного поля. Проводила исследования изменений главного геомагнитного поля и их связь с эволюцией климата, занималась реконструкцией палеоклимата по скалярным магнитным характеристикам осадочных пород. Работала в Лаборатории Главного геомагнитного поля и Петромагнетизма
Института физики Земли РАН имени О. Ю. Шмидта

## Биография
В 1950—1955 обучалась на физическом факультете Московского Государственного Университета им. М. В. Ломоносова.
Защитив диссертацию в Институте физики Земли (ИФЗ) АН СССР под руководством академика А. Г. Калашникова переехала из Москвы в Новосибирск, вместе с мужем — С. В. Успенским, который после аспирантуры был распределен на работу в Институт математики СО АН СССР. Работала в Институте геологии и геофизики СО АН СССР в 1960—1983 гг.
Затем — ведущий научный сотрудник Института физики земли им. О. Ю. Шмидта (ИФЗ РАН).
В 2000 году за работу «Геомагнитные циклы в истории Земли» сотрудники коллектива Института физики земли им. О. Ю. Шмидта (ИФЗ РАН), в том числе Г. А. Поспелова, удостоены
государственной премии РФ в области науки и техники.
Скончалась 14 июня 2015 года.
Похоронена в Москве на Новодевичьем кладбище (Колумбарий, секция 146?).